# Helmut Bechler
Pour les articles homonymes, voir Bechler.
 (septembre 2016).
Helmut Bechler (né le 2 juin 1898 à Grün et mort le 9 janvier 1971 à Cassel) est un Generalmajor allemand qui a servi au sein de la Heer dans la Wehrmacht pendant la Seconde Guerre mondiale.
Il a été récipiendaire de la croix de chevalier de la croix de fer. Cette décoration est attribuée pour récompenser un acte d'une extrême bravoure sur le champ de bataille ou un commandement militaire avec succès.

## Décorations
- Croix de fer (1914)
  - 2e classe (20 juillet 1916)
  - 1re classe (21 août 1918)
- Insigne des blessés (1914)
  - en Noir (30 septembre 1918)
- Croix d'honneur (5 mars 1935)
- Agrafe de la croix de fer (1939)
  - 2e classe (14 mai 1940)
  - 1re classe (8 juin 1940)
- Médaille du Front de l'Est
- Insigne de combat d'infanterie (3 juillet 1944)
- Croix allemande en or (19 décembre 1941)
- Croix de chevalier de la croix de fer
  - Croix de chevalier le 26 mars 1944 en tant que Oberst et commandant du Grenadier-Regiment 504[1]
- Mentionné dans le bulletin quotidien radiophonique de l'Armée: le Wehrmachtbericht (2 avril 1944)